# آلا میکائلیان
آلا میکائلیان (ارمنی: Ալլա Անատոլիի Միքայելյան؛ نام دوشیزگی آلا کاپچیکایوا ارمنی: Ալլա Կապչիկաևա؛ زادهٔ ۱۹ دسامبر ۱۹۶۹ در قوکاساوان) اسکی‌باز زن در رشته اسکی صحرانوردی اهل ارمنستان است.

## نتایج مهم
| مکان / دوره | 30 کیلومتر کلاسیک |
| ۱۹۹۸ ناگانو | ۵۸ام              |